# Лингл (Вайоминг)
Лингл (англ. Lingle, Wyoming) — город, расположенный в округе Гошен (штат Вайоминг, США) с населением в 510 человек по статистическим данным переписи 2000 года.

## География
По данным Бюро переписи населения США город Лингл имеет общую площадь в 0,78 квадратных километров, водных ресурсов в черте населённого пункта не имеется.
Город Лингл расположен на высоте 1272 метров над уровнем моря.

## Демография
По данным переписи населения 2000 года в Лингле проживало 510 человек, 140 семей, насчитывалось 210 домашних хозяйств и 234 жилых дома. Средняя плотность населения составляла около 638 человек на один квадратный километр. Расовый состав Лингла по данным переписи распределился следующим образом: 96,67 % белых, 0,20 % — выходцев с тихоокеанских островов, 1,57 % — представителей смешанных рас, 1,57 % — других народностей. Испаноговорящие составили 4,12 % от всех жителей города.
Из 210 домашних хозяйств в 28,1 % — воспитывали детей в возрасте до 18 лет, 57,6 % представляли собой совместно проживающие супружеские пары, в 6,2 % семей женщины проживали без мужей, 32,9 % не имели семей. 28,6 % от общего числа семей на момент переписи жили самостоятельно, при этом 11,4 % составили одинокие пожилые люди в возрасте 65 лет и старше. Средний размер домашнего хозяйства составил 2,43 человек, а средний размер семьи — 2,98 человек.
Население города по возрастному диапазону по данным переписи 2000 года распределилось следующим образом: 26,7 % — жители младше 18 лет, 6,1 % — между 18 и 24 годами, 26,1 % — от 25 до 44 лет, 24,3 % — от 45 до 64 лет и 16,9 % — в возрасте 65 лет и старше. Средний возраст жителей составил 40 лет. На каждые 100 женщин в Лингле приходилось 93,9 мужчин, при этом на каждые сто женщин 18 лет и старше приходилось 98,9 мужчин также старше 18 лет.
Средний доход на одно домашнее хозяйство в городе составил 33 235 долларов США, а средний доход на одну семью — 38 036 долларов. При этом мужчины имели средний доход в 30 313 долларов США в год против 22 500 долларов среднегодового дохода у женщин. Доход на душу населения в городе составил 16 559 долларов в год. 4,0 % от всего числа семей в округе и 9,4 % от всей численности населения находилось на момент переписи населения за чертой бедности, при этом 4,7 % из них были моложе 18 лет и 13,2 % — в возрасте 65 лет и старше.